# إدوارد دييغو رييس
إدوارد دييغو رييس (بالإنجليزية: Edward Diego Reyes)‏ هو سياسي أمريكي، ولد في 1919 في هاغاتنيا في الولايات المتحدة، وتوفي في 15 أبريل 2018 في هونولولو في الولايات المتحدة. حزبياً، نشط في Democratic Party of Guam ‏. وقد انتخب عضو الهيئة التشريعية في غوام ‏.